# Augusto Mancinelli
Augusto Mancinelli (* 29. Dezember 1953 in Osimo; † 20. Juli 2008) war ein italienischer Jazzmusiker (Gitarre, Komposition).

## Leben und Wirken
Mancinelli studierte zunächst Philosophie und spielte Rockmusik. Seit 1976 studierte er Jazzgitarre bei Filippo Daccò am I.N.S.J. in Parma, Harmonie und Komposition bei Mario Perrucci am Istituto Pergolesi in Ancona, elektronische Musik bei Eugenio Giordani am Konservatorium G. Rossini in Pesaro, klassische Gitarre bei Maria Orlandi, experimentelle Komposition und Analyse bei Franco Donatoni, G. Borio, A. Melchiorre, Alvise Vidolin an der Civica Scuola di Musica in Mailand.
1980 sammelte er seine ersten bedeutenden Jazz-Erfahrungen mit dem S.O.J.A. Quartet und dem Marche Jazz Orchestra von Bruno Tommaso, mit dem er an Radiosendungen teilnahm. Zwischen 1982 und 1984 begleitete er namhafte Solisten wie Lee Konitz, Curtis Fuller, Bob Berg, Sam Rivers und Jimmy Owens in Italien. In dieser Zeit schloss er sich neben Ares Tavolazzi und Giulio Capiozzo der Rockjazz-Gruppe Area an. Zwischen 1984 und 1988 war er Mitglied der Band von Enrico Rava, mit dem er die Alben String Band, Secrets und Animals einspielte. 1986 arbeitete er zudem mit Gil Evans und dem RAI-Orchester in Rom zusammen.
In den folgenden Jahren begleitete er Tiziana Ghiglioni, Gianni Lenoci und Dragana Jovanovich und leitete zunehmend eigene Gruppen; auf seinem Debütalbum Extreme (1990) arbeitete er im Trio mit Tony Oxley am Schlagzeug und Mario Arcari an Blasinstrumenten. 1997 veröffentlichte er seine zweite CD als Leader mit dem Titel Jazz Work (mit Paolo Ghetti und Massimo Manzi).
Im Februar 2000 wurde er mit Franco Ambrosetti für 10 Sendungen von Buona Notte im Schweizer Fernsehen aufgenommen. Daneben spielte er improvisierte Musik im Trio mit Riccardo Luppi und Tiziano Tononi. Mit seinem Quartett, zu dem nun Pietro Tonolo, Paolo Ghetti und Massimo Manzi gehören, veröffentlichte er sein drittes Album, Resonances. Weiterhin arbeitete er im Duo mit Paolo Ghetti, das mit Franco Cerri erweitert wurde. Im Quartett mit Roberto Rossi, Paolo Ghetti und Dave Bowler entstand 2004 sein letztes Album Tribute to Charlie Parker, das 2008 posthum veröffentlicht wurde.